# Ska-jazz
Le ska-jazz est un genre musical de jazz et du ska assez proche du rocksteady. Il combine la mélodie du jazz avec la rythmique et l'harmonique du ska.

## Histoire
À l'origine, les premiers groupes de ska-jazz reprenaient des standards du jazz à la sauce ska. Depuis sa naissance à la fin des années 1950, le ska est un genre marqué par des diasporas physiques et culturelles et une ouverture aux emprunts extérieurs. L'histoire du ska et du jazz combinés traverse les frontières nationales et s'intègre à d'autres styles musicaux, ce qui en fait l'une des formes les plus hybrides et transnationales de la musique populaire de l'après-guerre.
Dans les années 2000, la plupart des groupes de ska-jazz allie ces reprises avec des compos personnelles et ils se sont aussi réappropriés des titres ska et reggae. Les principaux groupes sont : New-York Ska Jazz Ensemble, véritable référence dans le style / Rotterdam Ska Jazz Foundation / St Petersburg Ska Jazz Review / Montreal Ska Jazz Ensemble / Train's Tone de Bordeaux / Tokyo Ska Paradise Orchestra, même s'il n'y a pas le côté jazz.

## Caractéristiques
Les groupes de ska-jazz contiennent habituellement une guitare électrique ou deux, une guitare basse, un clavier, une batterie et une section cuivre (trompette, trombone, saxophone). Il peut aussi y avoir des chanteurs, mais ce genre est principalement porté sur l'instrumental.

## Groupes et artistes
Ils comprennent notamment : Don Drummond, Jim Murple Memorial, New York Ska-Jazz Ensemble, Rico Rodriguez, Tokyo Ska Paradise Orchestra, Western Special, et Les Fils de Teuhpu.